# 矮爵床
矮爵床（学名：Rostellularia humilis）为爵床科爵床属的植物，为中国的特有植物。分布在中国大陆的海南等地，生长于海拔200米的地区，目前尚未由人工引种栽培。
种加名 humilis 意为“低矮的”。